# Carli Biessels

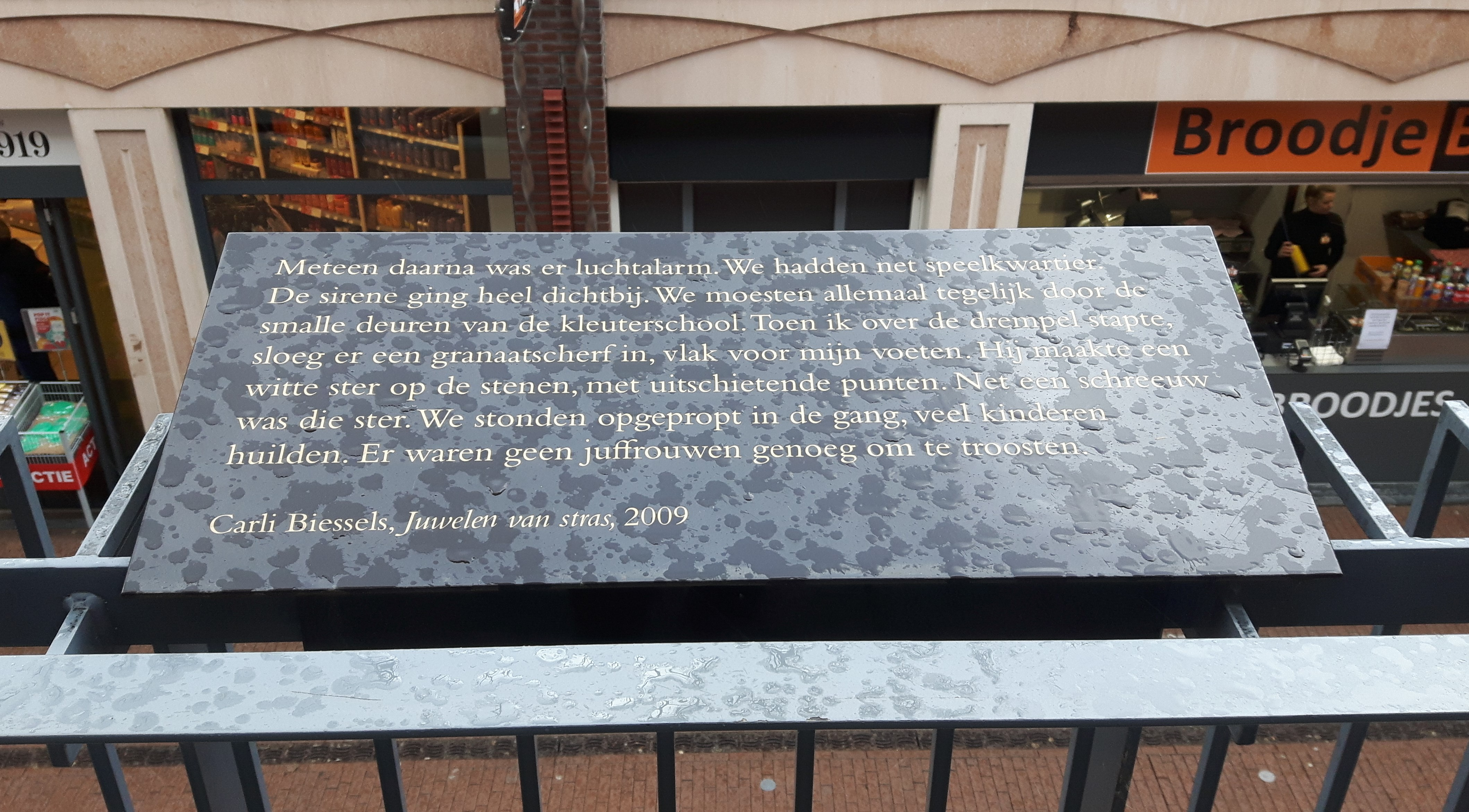
Citaat van Biessels op een plaquette in Nijmegen

Carolina Maria (Carli) Boshouwers-Biessels¹ (Nijmegen, 13 augustus 1936 – aldaar, 16 september 2016) was een Nederlandse schrijver van jeugdliteratuur.

## Biografie
Biessels werd geboren in Nijmegen, waar ze later pedagogiek ging studeren. Biessels werkte op het gebied van kinderpsychiatrie en orthopedagogiek.
Voordat zij zich bezig hield met jeugdliteratuur, schreef Biessels verschillende verhalen voor de kinderbladen Okki enTaptoe. Biessels debuteerde op 62-jarige leeftijd als auteur met haar boek Twee druppels water (1998). Het boek stond op de longlist voor de Gouden Uil in 1999.
In 2010 won ze de Woutertje Pieterse Prijs voor haar boek Juwelen van stras. Ook ontving ze in 2001 de Vlag en Wimpelprijs voor haar boek De feestrede en in 2007 voor haar boek Irah en de dieren. Haar laatste boek Ik moet je iets belangrijks vertellen (2016) verscheen postuum.
Haar boeken werden geïllustreerd door verschillende illustratoren, waaronder Martijn van der Linden, Harmen van Straaten en Marije Tolman. Andere illustratoren zijn Patsy Backx, Marjolein Hund en Wolf Erlbruch. Haar boek Anton en het kamelenkleed (1999) werd geïllustreerd door een van haar dochters.
Hanni Ehlers en Mirjam Pressler hebben een aantal van haar boeken in het Duits vertaald.
Biessels was in 1963 getrouwd en kreeg vier kinderen.

## Onderscheidingen
- 2001: Vlag en Wimpel, De feestrede
- 2007: Vlag en Wimpel, Irah en de dieren
- 2010: Woutertje Pieterse Prijs, Juwelen van stras

## Publicaties
- Twee druppels water (1998)
- Anton en het kamelenkleed (1999)
- Sinterklaas' verhalen: over mijterrekjes, voetbalschoenen en de rode staf (1999)
- De buurman van de Magere Heinen (2000)
- De feestrede (2000)
- Tussen Mees en Mol (2002)
- De zee, de zee (2002)
- Doortje wil naar de zee kijken (2003)
- Op doortocht (2004)
- De meeste dingen zijn onverwachts gebeurd (2005)
- Irah en de dieren (2006)
- Geknipt (2008)
- Juwelen van Stras (2009)
- Lucas en de woorden: een verhaal over leren lezen (2011)
- Ik moet je iets belangrijks vertellen (2016)